# Kaiser Shipyards

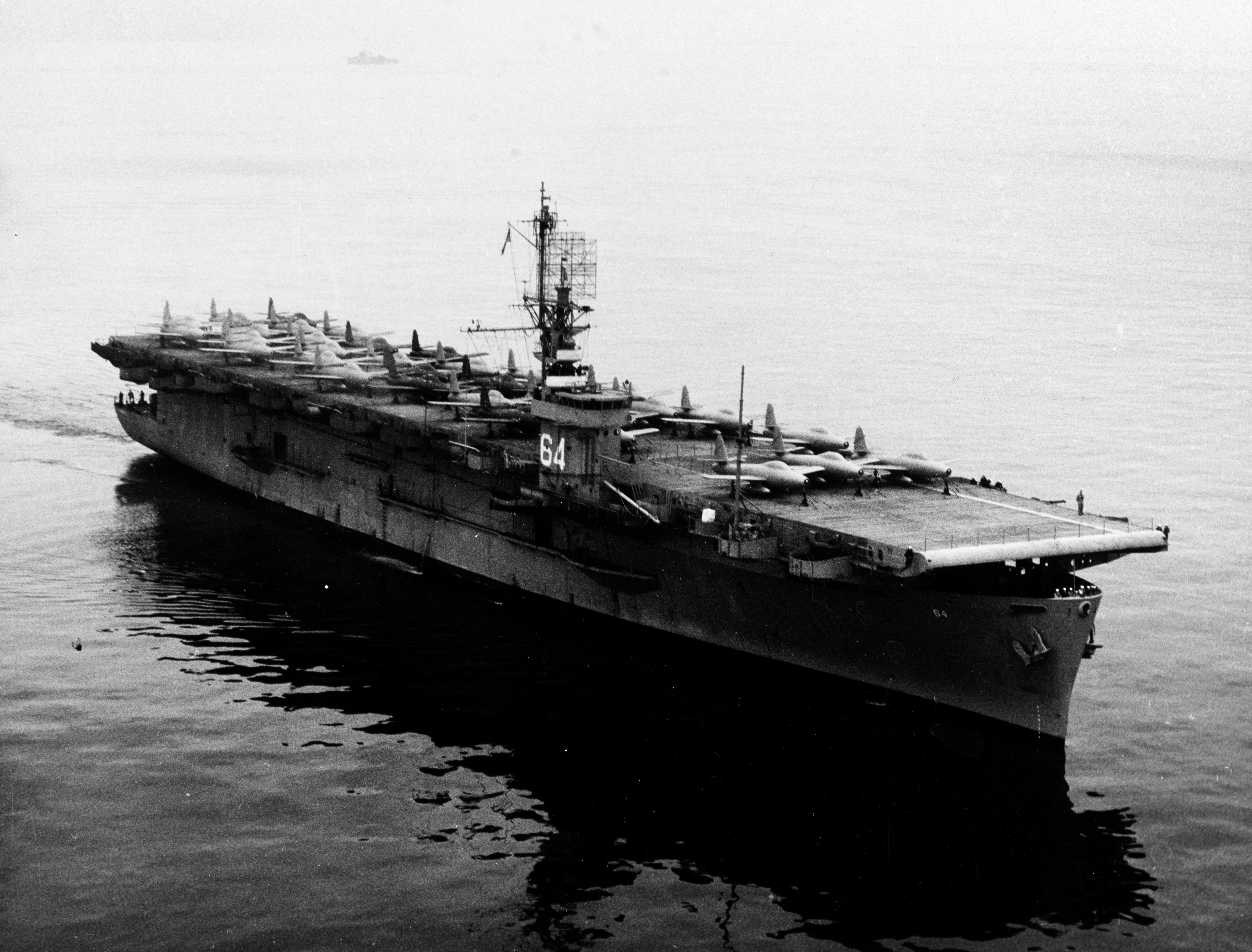
Американський ескортний авіаносець типу «Касабланка» часів Другої світової війни, один з багатьох побудованих на верфях компанії «Кайзер Шип'ярдс». 21 лютого 2007

«Кайзер Шип'ярдс» (англ. Kaiser Shipyards) — американська суднобудівна компанія, що складалася з семи великих кораблебудівних заводів, розташованих на західному узбережжі США під час Другої світової війни. «Кайзер Шип'ярдс» займав 20-те місце серед американських корпорацій за сумарною вартістю виробничих контрактів воєнного часу. Суднобудівні верфі належали Kaiser Shipbuilding Company, творінню американського промисловця Генрі Дж. Кайзера (1882—1967), який заснував суднобудівну компанію близько 1939 року, щоб досягти цілей, визначених Морською комісією Сполучених Штатів з питань торговельного судноплавства, у справі будівництва потрібних американському флоту кораблів та суден.

## Зміст
Чотири з корабелень «Кайзера» знаходилися в Ричмонді, Каліфорнія, і називалися верфями Ричмонда (англ. Richmond Shipyards). На північному заході Тихого океану вздовж річок Колумбія та Вілламетт були розташовані ще три верфі: Орегонська суднобудівна корпорація (англ. Oregon Shipbuilding Corporation) та суднобудівний завод «Свон-Айленд» (англ. Swan Island Shipyard) у Портленді, штат Орегон, та суднобудівний завод у Ванкувері, штат Вашингтон.
Генрі Кайзер був відомий тим, що розробляв нові методи суднобудування, що дозволило його верфям випускати інші подібні об'єкти та побудувати кораблі і судна в кількості, що становила 27 % від загального числа суден та кораблів, замовлених Морською комісією. Кораблі «Кайзера» будувалися за дві третини часу та чверть середньої вартості від усіх інших суднобудівних компаній. Так, у корабельнях «Кайзер» зазвичай транспортне судно типу «Ліберті» збиралося менш ніж за п'ять днів.
Найбільш відомими вантажними суднами, побудованими «Кайзером», були судна «Вікторі» та їхні наступники. Верфі «Кайзер» також будували невеликі ескортні авіаносці типу «Касабланка», танкери та інші судна. В цілому робітники на всіх сімох верфях «Кайзера» зібрали 1552 судна з 5 601 одиниці, замовленої Морською комісією США в період з 1939 по 1945 р. (додаткові поставки для приватних компаній та урядів іноземних держав збільшили виробництво продукції верфями США у воєнний час до 5777 суден).
Наприкінці війни «Кайзер Шип'ярдс» були закриті.